# Kosmos 954
Kosmos 954 (ryska: Космос-954) var en sovjetisk spionsatellit som ingick i RORSAT-programmet. Satellitens kraftkälla var en kärnreaktor.
Satelliten sköts upp från Bajkonur med en Tsyklon-2-raket den 18 september 1977. Dess uppgift var att spåra amerikanska kärnvapenbärande ubåtar.

## Återinträdde
Vid det tidigare än planerade återinträdet i jordens atmosfär den 24 januari 1978 hade man förlorat kontrollen över satelliten och kunde därför inte separera satellitens reaktor från satelliten och den återinträdde därför med satelliten. Vrakdelar spreds längs en 600 km lång sträcka i nordvästra Kanada.

## Uppstädning
Mellan januari och oktober 1978 söktes ett 124 000 kvadratkilometer stort område av i jakten på satellitens radioaktiva delar. Endast ett fåtal delar hittades.

## Efterspel
Enligt Rymdfördraget är det land som skjutit upp en satellit skyldigt till de skador satelliten kan komma att orsaka. Kanada krävde att Sovjetunionen skulle betala drygt 6 miljoner C$ för uppstädningen. Sovjet betalade efter en tid 3 miljoner C$.

### Fotnoter
1. ↑  ”NASA Space Science Data Coordinated Archive” (på engelska). NASA. https://nssdc.gsfc.nasa.gov/nmc/spacecraft/display.action?id=1977-090A. Läst 2 mars 2020.
2. ↑  Settlement of Claim between Canada and the Union of Soviet Socialist Republics for Damage Caused by "Cosmos 954" (släppt 2 april 1981)
3. ↑  Glenn H. Reynolds, Robert P. Merges, Outer Space: Problems of Law and Policy. Westview Press, 1998, p. 179-189
4. ↑  ”TIME Magazine, Nation: Cosmos 954: An Ugly Death, Feb 6 1978”. Arkiverad från originalet den 6 november 2012. https://web.archive.org/web/20121106161851/http://www.time.com/time/magazine/article/0,9171,945940-1,00.html. Läst 12 augusti 2011.